# Ane Lone Bagger
Ane Lone Bagger est une femme politique groenlandaise, qui fut ministre de l'Éducation, de la Culture, de l'Église et des Affaires étrangères.

## Biographie
Ane Lone Bagger se forme en mécanique aéronautique. Elle travaille comme personnel navigant commercial (PNC), contrôleuse aérienne ou encore comme agent d'assurance, avant d'entamer une carrière politique. Elle est une ancienne membre du conseil municipal de Qaasuitsup.